# أرماندو أفيلا
أرماندو أفيلا (بالإنجليزية: Armando Avila)‏ هو لاعب كرة قدم أمريكي، ولد في 9 مارس 2004 في سان بدروس ‏ في الولايات المتحدة.

## وصلات خارجية
- أرماندو أفيلا على موقع قاعدة بيانات كرة القدم.إي يو (الإنجليزية)
- أرماندو أفيلا على موقع Soccerway.com (الإنجليزية)